# Jiří Rubáš
Jiří Rubáš (5. února 1922, Rokycany – 16. května 2005) byl československý fotbalový obránce a reprezentant a později trenér.

## Fotbalová kariéra
Během své hráčské kariéry prošel kluby SK Rokycany, Bohemians Praha a Viktoria Žižkov.

## Ligová bilance
| Ročník                                     | Zápasy | Góly | Klub                         |
| ------------------------------------------ | ------ | ---- | ---------------------------- |
| Národní liga 1942/43                       | 13     | 9    | Bohemia AFK Vršovice         |
| Národní liga 1943/44                       | 16     | 5    | Bohemia AFK Vršovice         |
| Národní liga 1943/44                       | 3      | 0    | Viktoria Žižkov              |
| Státní liga 1946/47                        | 15     | 7    | AFK Bohemians Praha          |
| Státní liga 1947/48                        | 16     | 0    | Bohemians Vršovice           |
| Státní liga 1948                           | 13     | 0    | JTO Sokol Vršovice-Bohemians |
| Celostátní československé mistrovství 1949 | 24     | 0    | Železničáři Praha            |
| Celostátní československé mistrovství 1950 | 25     | 0    | Železničáři Praha            |
| Mistrovství československé republiky 1951  | 20     | 1    | Železničáři Praha            |
| Přebor československé republiky 1954       | 18     | 0    | Spartak Praha Stalingrad     |
| 1. československá liga CELKEM              | -      | -    |                              |

## Trenérská kariéra
Jako hlavní trenér vedl Bohemians Praha, Spartu Praha, Baník Ostrava, Škodu Plzeň, Sklo Union Teplice, ČKZ Rakovník a TJ Železárny Prostějov.